# Festival de Cine de Islantilla
El Festival de Cine de Islantilla es un certamen cinematográfico que se celebra en Islantilla. Tiene lugar anualmente los meses completos de julio y agosto. Su nombre actual es Festival Internacional de Cine Bajo la Luna - Islantilla Cinefórum.
Desde su creación en el año 2000 por la Mancomunidad de Islantilla ha tenido diversos formatos, naciendo como el Festival Internacional de Cine Inédito de Islantilla. En el año 2008 se convierte en el Festival Internacional de Cine Bajo la Luna  - Islantilla Cinefórum y se creó paralelamente el Festival de Cine y Televisión de Islantilla, que tuvo dos ediciones y se suprimió en 2010.

## Historia

### Festival Internacional de Cine Inédito de Islantilla
El Festival Internacional de Cine Inédito de Islantilla se celebró desde el año 2000 hasta el 2007 en Islantilla (Provincia de Huelva, Andalucía) gestionado por la Mancomunidad de Islantilla. Se caracterizó por la proyección de películas y cortometrajes que no habían sido previamente estrenados por diversas causas (censura, problemas de distribución...). Los premios principales se denominaban Camaleones, siendo el principal de ellos el Camaleón de Honor. El festival contaba con cuatro secciones oficiales a concurso:
- Mejor largometraje en 35 mm
- Mejor cortometraje en 35 mm
- Mejor cortometraje en video
- Mejor guion

Desde el comienzo se caracterizó por su apuesta por el cine más independiente, social y comprometido, así como por servir de plataforma para difusión de la industria audiovisual andaluza y por Andalucía como espacio de rodaje. Durante el transcurso del Festival se celebraban exposiciones y aulas de cine, así como visitas grupales por parte de escolares de las localidades cercanas.
En el año 2008 se decidió cambiar el formato del Festival Internacional de Cine Inédito de Islantilla haciéndolo desaparecer como tal y surgiendo el Festival de Cine y Televisión y el Festival Internacional de Cine Bajo de Luna "Islantilla Cinefórum". Aunque el cómputo de ediciones otorgó la continuidad del primer festival al Festival de Cine y Televisión, es Islantilla Cinefórum el que ha perdurado en el tiempo y conservado la esencia del festival como certamen cinematográfico.
| Edición      | Camaleón de Honor               | Camaleón a la película Andaluza del Año               | Cine Andaluz Hecho en... | Malditos Europeos   |
| ------------ | ------------------------------- | ----------------------------------------------------- | ------------------------ | ------------------- |
| I Edición    | Luis Ciges                      | No se otorga                                          | Huelva                   | No se otorga        |
| II Edición   | Florinda Chico                  | Solas (Benito Zambrano)                               | Sevilla                  | No se otorga        |
| III Edición  | Kiti Mánver                     | Fugitivas (Miguel Hermoso)                            | Almería                  | Malditos Checos     |
| IV Edición   | Fernando Guillén                | 'El factor Pilgrim (Santi Amodeo y Alberto Rodríguez) | Cádiz                    | Malditos Daneses    |
| V Edición    | María Galiana                   | Una pasión singular (Antonio Gonzalo)                 | Granada                  | Malditos Holandeses |
| VI Edición   | Emma Penella y Loles León       | Astronautas (de Santi Amodeo)                         | Córdoba                  | Malditos Polacos    |
| VII Edición  | María Asquerino y Angelino Fons | 15 días contigo (Jesús Ponce)                         | Málaga                   | Malditos Rumanos    |
| VIII Edición | Charo López y Miguel Hermoso    | Por qué se frotan las patitas (Álvaro Begines)        | Jaén                     | Malditos Húngaros   |

### Festival de Cine y Televisión de Islantilla
El Festival de Cine y Televisión de Islantilla pretendió dar continuidad al Festival Internacional de Cine Inédito de Islantilla, aunque enfocado en la pequeña pantalla y los personajes del momento del cine y la televisión. Éste salto sustancial provocó el aumento del gasto en el festival, lo cual supuso su supresión tras la segunda edición celebrada en 2009. En el año 2010 el vicepresidente de la Mancomunidad de Islantilla, Manuel Andrés González, anunció la suspensión del festival durante ese año para retomarlo en el futuro, aunque al año siguiente no hubo anuncios al respecto y este formato del Festival se considera abandonado.
Aunque se mantiene la denominación del Camaleón de Honor, que pasa a otorgarse a más personas en un mismo año, las secciones se reestructuran y los ganadores de las mismas pasan a recibir un Camaleón de Oro.
| Palmarés IX Edición (2008) - Camaleón de Oro a la Mejor Serie de Televisión: Cuestión de sexo de Cuatro - Camaleón de Oro a la Mejor Actriz de Televisión: Luisa Martín por Desaparecida - Camaleón de Oro al Mejor Actor de Televisión: Luis Merlo por El Internado - Camaleón de Oro a la Mejor TV Movie: Presumptes implicats de TV3 - Camaleón de Honor: Carmen Machi (A su trayectoria artística), Miguel Ángel Silvestre (Premio revelación), Luis Varela, Jaime de Armiñán, Globomedia, RTVA, Antonio Cuadri, Jesús Álvarez Cervantes | Palmarés X Edición (2009) - Camaleón de Oro a la Mejor Serie de Televisión: Águila roja de La 1 - Camaleón de Oro a la Mejor Actriz de Televisión: Natalia Verbeke por Doctor Mateo - Camaleón de Oro al Mejor Actor de Televisión: Lluís Homar por 23-F:El día más difícil del rey - Camaleón de Oro a la Mejor Miniserie: Días sin luz de Antena 3 - Camaleón de Oro a la Mejor TV Movie: Bajo el mismo cielo de Canal Sur - Camaleón de Oro a la Mejor Productora: Diagonal TV del Grupo Endemol - Camaleón de Oro al Mejor Operador de Televisión: Antena 3 Televisión - Camaleón de Honor: Imanol Arias (A su trayectoria artística), Martín Rivas (Premio revelación), Paula Vázquez (Especial de Televisión), Familia Summers (Por su dedicación a la industria audiovisual española) |

## Premios de Honor
El galardón honorífico más antiguo de Islantilla Cinefórum es el Premio 'Luis Ciges', un trofeo que lleva el nombre del actor que donó en vida su biblioteca personal a Islantilla como gesto de agradecimiento al compromiso de esta tierra con el cine y la promoción de la industria audiovisual. El Premio 'Luis Ciges' se concedió por primera vez en 2009 y fue entregado a la actriz Mercedes Sampietro, quien acudió a Islantilla, además, a presentar su cortometraje titulado Turismo incluido en la Sección Oficial a Concurso de la muestra.
El segundo galardón honorífico de Islantilla Cinefórum es el Premio 'Francisco Elías', que lleva el nombre del director de cine onubense, pionero del cine español al ser el realizador de la primera película sonora del cine español El misterio de la Puerta del Sol (1929). Se concede por primera vez en 2014 a la actriz Terele Pávez.
| Edición | Premio 'Luis Ciges'    | Premio 'Francisco Elías'  |
| ------- | ---------------------- | ------------------------- |
| 2009    | Mercedes Sampietro     | No se otorga              |
| 2010    | Miguel Rellán          | No se otorga              |
| 2011    | Ángela Molina          | No se otorga              |
| 2012    | Benito Zambrano        | No se otorga              |
| 2013    | Assumpta Serna         | No se otorga              |
| 2014    | Santiago Ramos         | Terele Pávez              |
| 2015    | Ana Fernández (actriz) | Juan Diego                |
| 2016    | Emilio Gutiérrez Caba  | Gracia Querejeta          |
| 2017    | Cristina Hoyos         | Jaime Chávarri            |
| 2018    | Verónica Forqué        | Antonio P. Pérez          |
| 2019    | Juan Echanove          | Narciso Ibáñez Serrador   |
| 2020    | Carlos Hipólito        | Pablo Cervantes           |
| 2021    | Antonio Resines        | Marta Velasco             |
| 2022    | Ana Torrent            | Manolo Solo               |
| 2023    | Pedro Casablanc        | Juanma Bajo Ulloa         |
| 2024    | Petra Martínez         | Antonia San Juan          |
| 2025    | Roberto Álamo          | Alberto Rodríguez Librero |

## Palmarés
El Festival Internacional de Cine Bajo la Luna - Islantilla Cinefórum abre su concurso a la participación de cortometrajes procedentes de todo el mundo en sus primeras ediciones, para después sumar la participación de largometrajes internacionales a partir de su cuarta edición. Premia las mejores obras distinguidas con el Premio Luna de Islantilla al Mejor Largometraje y al Mejor Cortometraje. A estos galardones se suman otros Premios Luna de Islantilla.
Premios que otorga el jurado oficial y el público asistente a la Sección Oficial. El público emite su voto entre los doce largos y los cien cortos seleccionados para la Sección Oficial, determinando con su criterio los Premios del Público al Mejor Largometraje y al Mejor Cortometraje. La Ceremonia de Clausura de Islantilla Cinefórum es la ocasión en que se da a conocer el veredicto del Jurado Oficial y se celebra el acto de entrega de los Premios Luna de Islantilla. El premio RTVA es entregado anualmente por Jurado oficial a la Mejor Producción hecha en Andalucía. La RTVA designa cada edición a uno de los cinco miembros del Jurado con motivo de este premio.

## Ediciones

### I Edición
Verano de 2008.
| Secciones- Islantilla en Corto - Camaleones de Cine | Jurado oficial- No hubo competición. |

### II Edición
Verano de 2009.
| Secciones- Sección Oficial de Cortometrajes - Jameson Notodofilmfest - Una Década en Corto - Made in China - Pantalla Rábida: Euskadi - Exposición El legado de Luis Ciges | Jurado oficial- Lluvia Rojo (Actriz) - Darío Paso (Actor) - Carmen Rico (Directora) - Inmaculada Ruiz-Adzerías (Periodista) | Premios- Mejor Cortometraje: Flat Love de Andrés Sanz (España/EE. UU.) - Mejor Dirección: Mateo Gil por Dime que yo - Mejor Actor: Luis Callejo por Quid Pro Quo - Mejor Actriz: Francesca Piñón por Turismo - Mejor Guion: Irene de Lucas por Le jeu de dames - Mejor Dirección de Fotografía: José David Montero por Retrato de mujer blanca con navaja |

### III Edición
Verano de 2010.
| Secciones- Sección Oficial de Cortometrajes - Cortos de Goya - La Petite Comédie - El Ojo de Buñuel - La Noche Canalla - Ventana Rábida: Iberoamérica - Exposición En el planeta de los Morlocks de Bárbara Shunyí | Jurado oficial- Fiorella Faltoyano (Actriz) - Tristán Ulloa (Actor) - Sigfrid Monleón (Director) - Isabelle Stoffel (Actriz) - Bruto Pomeroy (Actor) | Premios- Mejor Cortometraje: Diari di autunno de Ruggiero Cilli (Italia) - Mejor Dirección: Álex Montoya por Marina - Mejor Actor: Luis Zahera por Marina - Mejor Actriz: Rocío Paso Jardiel por 55 - Mejor Guion: Ruggiero Cilli por Diari di autunno - Mejor Música Original: Sergio de la Puente por El orden de las cosas - Mejor Dirección de Fotografía: Lilli Thalgott por Schwerelos - Mejor Dirección de Arte: Arantzazu Gómez Bayón por Dolce di Limbo |

### IV Edición
Verano de 2011.
| Secciones- Sección Oficial de Largometrajes - Sección Oficial de Cortometrajes - Andalucine - Cortoon - Atlántica Visual Art - Ventana Rábida: Zinemáfrica - Cineasta Carlos Rico - Exposición Relicarios del cine español de Blas - Francisco Javier Toro | Jurado oficial- José Manuel Cervino (Actor) - María León (Actriz) - Roberto Pérez Toledo (Director) - Maite Blasco (Actriz) - Torcuato Rueda Porcel (RTVA) | Premios- Mejor Largometraje: La mirada invisible de Diego Lerman (Argentina) - Mejor Cortometraje: Maquillaje de Álex Montoya (España) - Mejor Dirección: Denis Rovira por El grifo - Mejor Actor: Celso Bugallo por El grifo - Mejor Actriz: Julieta Zylberberg por La mirada invisible - Mejor Guion: Diego Lerman y María Meira por La mirada invisible - Mejor Música Original: José Villalobos por La mirada invisible - Mejor Dirección de Fotografía: Juan Carlos Gómez por El grifo - Mejor Dirección de Arte: Lizette Montesinos y Elisa Rodríguez por Matador on the road - Premio del público Mejor Largometraje: Nagore de Helena Taberna (España) - Premio del Público Mejor Cortometraje: Aunque todo vaya mal de Cristina Alcázar (España) - Premio RTVA: Matador on the road de Alexis Morante |

### V Edición
Verano de 2012.
| Secciones- Sección Oficial de Largometrajes - Sección Oficial de Cortometrajes - Bem-vindo a Portugal - Femenino Plural - Atlántica Visual Art 2012 - Cine Accesible al Borde de un Ataque de Nervios - Minifórum - Exposición La lectura de Luis Ciges | Jurado oficial- Tina Sáinz (Actriz) - Miguel Ángel Calvo Buttini (Director) - Pilar Távora (Directora) - Francisco J. Toro (Director Artístico) - Jaime Vicent (RTVA) | Premios- Mejor Largometraje: Los amores difíciles de Lucina Gil (España) - Mejor Cortometraje: Matar a un niño de César y José Esteban Alenda (España) - Mejor Dirección: Annick Blanc por Nowhere elsewhere - Mejor Actor: Mario Casas por Dinero fácil - Mejor Actriz: Petra Martínez por Libre directo - Mejor Guion: Hnos. Esteban Alenda y Victoria Ruiz por Matar a un niño - Mejor Música Original: Pablo Cervantes por Deportados 1969 - Mejor Dirección de Fotografía: Storm Saulter por Better mus come - Mejor Dirección de Arte: Juan Pablo Zaramella por Luminaris - Premio del público Mejor Largometraje: El mapa de Carlos de Pablo Coca (España) - Premio del Público Mejor Cortometraje: ¿De qué se ríen las hienas? de Javier Veiga (España) - Premio RTVA: Hambre de Mario de la Torre |

### VI Edición
Verano de 2013
| Secciones- Sección Oficial de Largometrajes - Sección Oficial de Cortometrajes - Surtido Ibérico - Atlántica Visual Art: México Lindo - New York, New York - Minifórum - Clase Magistral: Jaime de Armiñán - Exposición Cinco años de Cine Bajo la Luna de Sonia Hermosín, Carlos Troncoso y Vanessa Núñez | Jurado oficial- Óscar Ladoire (Actor) - María Adánez (Actriz) - Ruggiero Cilli (Director) - Yolanda Flores (Periodista) - Jaime Vicent (RTVA) | Premios- Mejor Largometraje: Le bonheur... Terre promise de Laurent Hasse (Francia) - Mejor Cortometraje: Koala de Daniel Remón (España) - Mejor Dirección: Esteban Crespo por Aquel no era yo - Mejor Actor: Julián Villagrán por Walkie Talkie - Mejor Actriz: Ana Fernández por Casi inocentes - Mejor Guion: Pedro Collantes por Hourglass - Mejor Música Original: Roque Baños por Alfred y Anna - Mejor Dirección de Fotografía: Christina Moumouri por Chamomile - Mejor Dirección de Arte: Gisella Ramírez por Porno Star - Premio del público Mejor Largometraje: Lo que ha llovido de Antonio Cuadri (España) - Premio del Público Mejor Cortometraje: Mi ojo derecho de Josecho de Linares (España) - Premio RTVA: The Rattle of Benghazi de Paco Torres |

### VII Edición
Verano de 2014
| Secciones- Sección Oficial de Largometrajes - Sección Oficial de Cortometrajes - Salto sin red: Malviviendo - Mujeres en Acción - Atlántica Visual Art: Visión Vídeo - Independencine - Noche de Miedo - Minifórum - Exposiciones Instantáneas de Atlántica Visual Art, Artistas solidarios y Anatomía del deseo | Jurado oficial- Jaime Chávarri (Director) - Marisol Carnicero (Directora de Producción) - Paco Tous (Actor) - Lidia San José (Actriz) - Jaime Vicent (RTVA) | Premios- Mejor Largometraje: Stockholm de Rodrigo Sorogoyen (España) - Mejor Cortometraje: Das Kind de Manu Gómez (España) - Mejor Dirección: Jorge Dorado por El otro - Mejor Actor: Pedro Casablanc por La rueda - Mejor Actriz: Simona Maïcanescu por La fuge - Mejor Guion: Manu Gómez por Das Kind - Mejor Música Original: Jay Vicent por The return of Elías Urquijo - Mejor Dirección de Fotografía: Ángel Amorós por Das Kind - Mejor Dirección de Arte: Pablo Alonso por Das Kind - Premio del público Mejor Largometraje: Obra 67 de David Sáinz (España) - Premio del Público Mejor Cortometraje: Bebe a tout prix de Guillaume Clicquot (Francia) - Premio RTVA: Me llamo Olmo de Olmo Figueredo |

### VIII Edición
Verano de 2015.
| Secciones- Sección Oficial de Largometrajes - Sección Oficial de Cortometrajes - Capitana Cinefórum - Santa Pura Cinefórum - Atlántica Visual Art: El Sexto Vicio - Claqueta Hache - Bailando bajo la Luna - Minifórum - Exposición Lugares de Cine de Ángeles Oria y Eloy Martín | Jurado oficial- Emma Cohen (Actriz) - Fernando Arribas (Director de Fotografía) - Jorge Dorado (Director) - Sonia Almarcha (Actriz) - Jaime Vicent (RTVA) | Premios- Mejor Largometraje: La sargento Matacho de William González (Colombia) - Mejor Cortometraje: Flash de Alberto Ruiz Rojo (España) - Mejor Dirección: Sergi Pérez por El camino más largo para volver a casa - Mejor Actor: Borja Espinosa por El camino más largo para volver a casa - Mejor Actriz: Fabiana Medina por La sargento Matacho - Mejor Guion: Enrique León y Borja Monclús por Justi&Cía - Mejor Música Original: Federico Jusid por Flash - Mejor Dirección de Fotografía: Philippe Piffeteau por Ferdinand Knapp - Mejor Dirección de Arte: Sergey Avstrievskikh por Pechorin - Premio del público Mejor Largometraje: Algo más que una pasión de Carlos Troncoso (España) - Premio del Público Mejor Cortometraje: Bienvenidos de Javier Fesser (España) - Premio RTVA: Flexibility de Remedios Crespo |

### IX Edición
Verano de 2016.
| Secciones- Sección Oficial de Largometrajes - Sección Oficial de Cortometrajes - Lunes de Cine - SportFilm - Atlántica Visual Art: Vídeo Glipfs - Docufórum - LGTB Presenta - Minifórum - Exposición Estrellas bajo la Luna | Jurado oficial- José Luis García Sánchez (Director) - Pedro Casablanc (Actor) - Cuca Escribano (Actriz) - Agus Jiménez (Productora) - Jaime Vicent (RTVA) | Premios- Mejor Largometraje: Under Construction de Rubaiyat Hossain (Bangladés) - Mejor Cortometraje: Lost Village de George Todria (Georgia) - Mejor Dirección: Arturo Ruiz Serrano por El destierro - Mejor Actor: Eric Francés por El destierro - Mejor Actriz: Shahana Goswani por Under construction - Mejor Guion: Arturo Ruiz Serrano por El destierro - Mejor Música Original: Alonso Toro por Lo que lleva el río - Mejor Dirección de Fotografía: Gorka Gómez Andreu por Lost Village - Mejor Dirección de Arte: Abdón Alcañiz por Sputnik - Premio del público Mejor Largometraje: La isla del viento de Manuel Menchón (España/Argentina) - Premio del Público Mejor Cortometraje: Una vez de María Guerra y Sonia Madrid (España) - Premio RTVA: El marido era fumigador de campos de Ana M. Ruiz |

### X Edición
Verano de 2017.
| Secciones- Sección Oficial de Largometrajes - Sección Oficial de Cortometrajes - Capitana Cinema: 10 años de Luna - Atlántica Visual Art: Boom, Krasch, Bang! - Minifórum - Exposición Un Paseo por las Estrellas de Curro Tobarra | Jurado oficial- Miguel Hermoso (Director) - Ana Wagener (Actriz) - Salvador Calvo (Director) - Mercedes Hoyos (Actriz) - José Antonio Navarro (RTVA) | Premios- Mejor Largometraje: Zoe de Ander Duque (España) - Mejor Cortometraje: Vampiro de Álex Montoya (España) - Mejor Dirección: David Macián por La mano invisible / Nata Moreno por Le Chat Doré - Mejor Actor: Pedro Casablanc y Ramiro Blas por Bajo la rosa / Luis Bermejo por Parque - Mejor Actriz: Rosalinda Galán por Zoe / Irene Anula por Vampiro - Mejor Guion: Josué Ramos por Bajo la rosa / Guillaume de Ginestel por Braquage Sérénade - Mejor Música Original: Pablo Cervantes por La gran ola / Ara Malikian por Le Chat Doré - Mejor Dirección de Fotografía: Camilo Coba Riofrío por Tan distintos / Sean Meehan por Lost Face - Mejor Dirección de Arte: Palito Ortega Matute por La casa rosada / Amy Brewster por Lost Face - Premio del público Mejor Largometraje: La gran ola de Fernando Arroyo (España) - Premio del Público Mejor Cortometraje: El mundo entero de Julián Quintanilla (España) - Premio RTVA: Baile de máscaras de Javier Oliver |

### XI Edición
Verano de 2018.
| Secciones- Sección Oficial de Largometrajes - Sección Oficial de Cortometrajes - Cine en el Parque - Atlántica Visual Art: Vida - Minifórum - Exposición Dos décadas de Carteles de Cine en Islantilla | Jurado oficial- Mario Pardo (Actor) - Adelfa Calvo (Actriz) - Julián Quintanilla (Director) - Remedios Malvárez (Directora) - Jaime Vicent (RTVA) | Premios- Mejor Largometraje: Dad is Pretty de Park Soo-Min y Kim Seung-Hyeob (Corea del Sur) - Mejor Cortometraje: Bonboné de Rakan Mayasi (Palestina) - Mejor Dirección: Kae Bahar y Claudio Von Planta por No friends but the mountains - Mejor Actor: Nacho Sánchez por Domesticado - Mejor Actriz: Nathalie Poza por Australia - Mejor Guion: Rakan Mayasi por Bonboné - Mejor Música Original: Pablo Cervantes por El prenauta - Mejor Dirección de Fotografía: Petrus Cairy por O Barco - Mejor Dirección de Arte: Sergio Graña por Conducta animal - Premio del público Mejor Largometraje: No friends but the mountains de Kae Bahar y Claudio Von Planta (Reino Unido) - Premio del Público Mejor Cortometraje: For the good times de Andrés Daniel Sáinz (España) - Premio RTVA: Domesticado de Juan Francisco Viruega |

### XII Edición
Verano de 2019.
| Secciones- Sección Oficial de Largometrajes - Sección Oficial de Cortometrajes - Cine en el Barrio - Atlántica Visual Art: X - Minifórum - Exposición Una librería de Cine | Jurado oficial- Carlos Hipólito (Actor) - Belén Macías (Directora) - Luisa Gavasa (Actriz) - Josep Cister (Productor) - José Antonio Navarro (RTVA) | Premios- Mejor Largometraje: El Chata de Gustavo Ramos (Puerto Rico) - Mejor Cortometraje: Uno de Javier Marco (España) - Mejor Dirección: Maria Lafi por Holy Boom - Mejor Actor: Said Chatiby por Tahrib - Mejor Actriz: Tia Diagne por La jungle - Mejor Guion: Gustavo Ramos y Xenia Rivery por El Chata - Mejor Música Original: Eduardo Reyes y Laura Rey por El Chata - Mejor Dirección de Fotografía: Rita Noriega por La octava dimensión - Mejor Dirección de Arte: Julia Carusillo por Roberta's Living Room - Premio del público Mejor Largometraje: La primera cita de Jesús Ponce (España) - Premio del Público Mejor Cortometraje: Happy Friday de José Antonio Campos (España) - Premio RTVA: El recado de Manuel Gomar |

### XIII Edición
Verano de 2020
| Secciones- Sección Oficial de Largometrajes - Sección Oficial de Cortometrajes - Producciones Confinadas - Raíces y Tradición - Atlántica Visual Art: Yo soy tu biopoder - Minifórum - Exposición Página de Cine | Jurado oficial- Emilio Gutiérrez Caba (Actor) - Enrique Villén (Actor) - Nata Moreno (Directora) - Noemí Ruiz (Actriz) - Jaime Vicent (RTVA) | Premios- Mejor Largometraje: El cuadro de Andrés Sanz (España) - Mejor Cortometraje: Lake of Happiness de Aliaksei Paluyan (Bielorrusia) - Mejor Dirección: Santiago Requejo por Abuelos - Mejor Actor: Ramón Barea por Abuelos - Mejor Actriz: Lindsay Duncan por November 1st - Mejor Guion: Andrés Sanz por El cuadro - Mejor Música Original: Íñigo Pirfano por Abuelos - Mejor Dirección de Fotografía: Behrooz Karamizade por Lake of Happiness - Mejor Dirección de Arte: Yuliya Pyakina por Lake of Happiness - Premio del público Mejor Largometraje: Le cygne des héros de Claude Saussereau (Francia) - Premio del Público Mejor Cortometraje: Lake of Happiness de Aliaksei Paluyan (Bielorrusia) - Premio RTVA: Black Bass de Rakesh Narwani |

### XIV Edición
Verano de 2021
| Secciones- Sección Oficial de Largometrajes - Sección Oficial de Cortometrajes - Islantilla Estrena - Centenario Luis Ciges - Con acento andaluz - Minifórum - Exposición Cinematografía Literaria | Jurado oficial- Alfonso Albacete (Director) - Claudia Pinto (Directora) - Chusa Barbero (Actriz) - Carol Rodríguez Colás (Directora) - Jaime Vicent (RTVA) | Premios- Mejor Largometraje: El arte de volver de Pedro Collantes (España) - Mejor Cortometraje: Alive de Jimmy Olson (Suecia) - Mejor Dirección: Jimmy Olson por Alive - Mejor Actor: Oscar Isaac por The Letter Room - Mejor Actriz: Eva Johansson por Alive - Mejor Guion: Elvira Lind por The Letter Room - Mejor Música Original: Pablo Cervantes por Antonio Machado. Los días azules - Mejor Dirección de Fotografía: Sam Chase por The Letter Room - Mejor Dirección de Arte: Avelino de los Reis y Sarah Calazans Machado por Albertina - Premio del público Mejor Largometraje: Antonio Machado. Los días azules de Laura Hojman (España) - Premio del Público Mejor Cortometraje: Before I die de Iker Esteibarlanda (España) - Premio RTVA: Imposible decirte adiós de Yolanda Centeno |

### XV Edición
Verano de 2022.
| Secciones- Sección Oficial de Largometrajes - Sección Oficial de Cortometrajes - Cine en La Hacienda - En las Estrellas - Huelva Produce - Minifórum - Exposición Literatura de Cine | Jurado oficial- María Ripoll (Actriz) - Sebastián Haro (Actor) - Elena Arnao (Directora de Casting) - Luichi Macías (Actriz) - Jaime Vicent (RTVA) | Premios- Mejor Largometraje: A las mujeres de España. María Lejárraga de Laura Hojman (España) - Mejor Cortometraje: The Recess de Navid Nikkhah Azad (Irán) - Mejor Dirección: Raffaello Degruttola por I'm Still Ethan - Mejor Actor: Anil Fastenau por Qazi - Mejor Actriz: Cumelén Sanz por La jefa - Mejor Guion: Dorian Fernández Moris y Rogger Vegara Adrianzén por La Pampa - Mejor Música Original: Roberto Salahaddin Re David por Chiusi alla luce - Mejor Dirección de Fotografía: Maxim Molchanov por Iskra - Mejor Dirección de Arte: Jeff Calmet por La Pampa - Premio del público Mejor Largometraje: Pico Reja: la verdad que la tierra esconde de Remedios Malvárez y Arturo Andújar (España) - Premio del Público Mejor Cortometraje: Intentando de Juan Manuel Montilla (España) - Premio RTVA: Crudo de Rafael Martínez Calle |

### XVI Edición
Verano de 2023.
| Secciones- Sección Oficial de Largometrajes - Sección Oficial de Cortometrajes - Del Amarillo al Rosa - Origen Andaluz - Minifórum - Exposición Érase una vez el Cine | Jurado oficial- Assumpta Serna (Actriz) - Scott Cleverdon (Actor) - Alejandro Ibáñez (Director) - Ana Arias (Actriz) - Jaime Vicent (RTVA) | Premios- Mejor Largometraje: Iberia, naturaleza infinita, de Arturo Menor Campillo (España) - Mejor Cortometraje: Adam, the ballad of endless suffering, de Ali Kheiri y Kurdman Pouyesh (Irán) - Mejor Dirección: Gwai Lou por Kumbang - Mejor Actor: Gonzalo Ramos por Reflejo - Mejor Actriz: Rocío Suárez de Puga por Me llamabas Septiembre - Mejor Guion: Fernando Bonelli por Me llamabas Septiembre - Mejor Música Original: Javier Arnanz por Iberia, naturaleza infinita - Mejor Dirección de Fotografía: Íñigo Hualde Suoz por Me llamabas Septiembre - Mejor Dirección de Arte: Luisa Guala por Trigal - Premio del público Mejor Largometraje: Iberia, naturaleza infinita de Arturo Menor Campillo (España) - Premio del Público Mejor Cortometraje: La vida entre dos noches de Antonio Cuesta (España) - Premio RTVA: Sacrilegio de Pedro Casablanc |

### XVII Edición
Verano de 2024.
| Secciones- Sección Oficial de Largometrajes - Sección Oficial de Cortometrajes - Docufórum - Transcinema - Andalucine - Minifórum - Exposición El cine se lee - Islantilla Presenta | Jurado oficial- Marta Velasco (Productora) - Gonzalo Bendala (Director) - Mona Martínez (Actriz) - Baldomero Toscano (Productor) - Jaime Vicent (RTVA) | Premios- Mejor Largometraje: Solos en la noche, de Guillermo Rojas (España) - Mejor Cortometraje: Dielli', de Dritero Mehmetaj (Kosovo) - Mejor Dirección: Guillermo Rojas por Solos en la noche - Mejor Actor: Pablo Gómez-Pando por Solos en la noche - Mejor Actriz: Adela Castaño por Fueron los días - Mejor Guion: Guillermo Rojas por Solos en la noche - Mejor Música Original: Sergio de la Puente por Camino de la suerte - Mejor Dirección de Fotografía: Ilker Belker por Zemberek - Mejor Dirección de Arte: Irati Rodríguez por Europa - Premio del público Mejor Largometraje: Marisol, llámame Pepa, de Blanca Torres (España) - Premio del Público Mejor Cortometraje: Tumbas vecinas, de José Antonio Gutiérrez (España) - Premio RTVA: 7 formas de decir adiós, de Jorge Naranjo |

### XVIII Edición
Verano de 2025.